# Lehndorf (Mühlberg/Elbe)

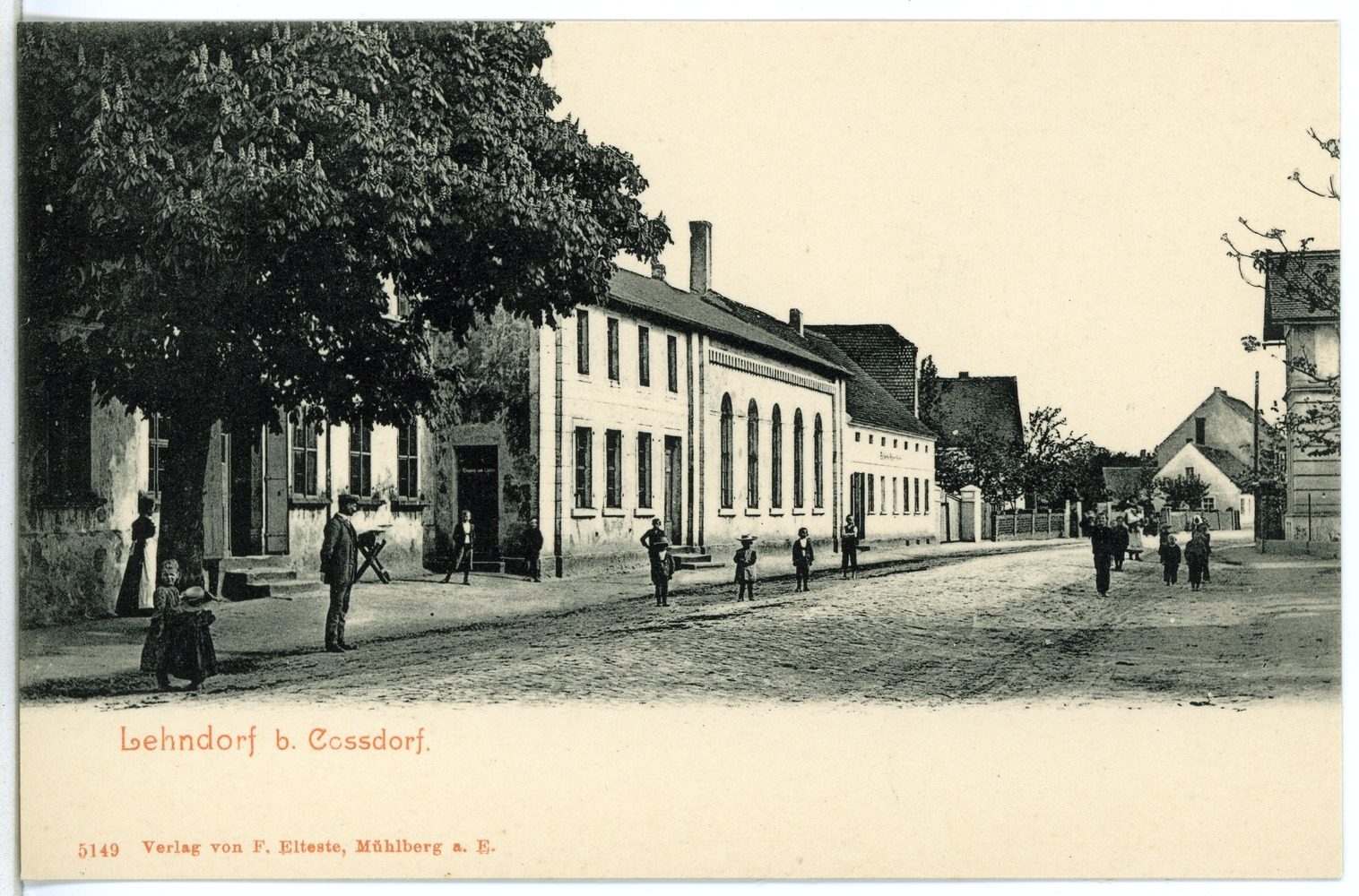
Dorfstraße (1904)

Lehndorf ist ein Ort in der Stadt Mühlberg/Elbe und gehört zum Stadtteil Koßdorf. Das bis 1937 eigenständige Dorf liegt südlich des Hauptortes Koßdorf an der Landesstraße L67.

## Geschichte
Lehndorf wurde 1251 erstmals als Legendorph erwähnt. Eine andere Urkunde erwähnte den Ort zwar schon 1202, jedoch gilt diese Urkunde als Fälschung aus späterer Zeit.
Der Ortsname stammt aus dem Niederdeutschen, vom lege, leeg (niedrig) Dorf in der Niederung. Südlich des Ortes liegt die Wüstung Hohndorf.
Lehndorf war 1251 zur Zinsabgabe an das Kloster Nimbschen verpflichtet. Botho von Ileburg bezeugte 1353 in einer Urkunde, dass Rudolf von Sachsen dem Kloster Mühlberg 2 M. geschenkt habe, welche die Gebrüder Walther und Günther von Köckritz zu Lehn gehabt haben. 1484 wird das Dorf Leibgedinge der Agnes Berken von der Duba.
1550 gab es 29½ Hufen, welche im Dreißigjährigen Krieg zum großen Teil verwüstet wurden. So waren 1687 viele Äcker ganz versandet.
1816 hatte Lehndorf 123, und 1910 191 Einwohner.
1937 wurde Lehndorf gemeinsam mit Wenzendorf nach Koßdorf eingemeindet.

## Persönlichkeiten
- Margarete Behm (1860–1929), deutsche Politikerin und Abgeordnete der Deutschnationalen Volkspartei
- Heinz Schieck (1923–1991), Generalmajor (seit 1976) sowie Chef des Wehrbezirkskommandos Magdeburg der Nationalen Volksarmee (NVA)